# Young Daniel Boone
Young Daniel Boone è un film del 1950 diretto da Reginald Le Borg.
È un western statunitense ambientato negli anni 1750 con David Bruce, Kristine Miller, Damian O'Flynn e Don Beddoe. È basato sulle vicende di Daniel Boone.

## Produzione
Il film, diretto da Reginald Le Borg su una sceneggiatura di Clint Johnston e dello stesso Le Borg e un soggetto di Johnston, fu prodotto da James S. Burkett per la Monogram Pictures e girato da metà ottobre a fine ottobre 1949.

## Distribuzione
Il film fu distribuito negli Stati Uniti dal 5 marzo 1950 al cinema dalla Monogram Pictures.
Altre distribuzioni:
- nelle Filippine il 14 ottobre 1952
- in Grecia (O daimon ton Indion)